# Nos belles-sœurs
Pour plus de détails, voir Fiche technique et Distribution.
Nos belles-sœurs est un film québécois réalisé par René Richard Cyr sorti en 2024.
Le film est l'adaptation de la pièce de théâtre Les Belles-sœurs de Michel Tremblay écrite en 1965 et produite sur scène en 1968, dont le réalisateur René Richard Cyr a fait une version musicale en 2010 qui a été présentée plus de 267 fois dont au moins 23 à Paris.

## Synopsis
Germaine Lauzon, ménagère dans un quartier populaire de Montréal, vient de gagner un million de timbres qui lui permettront de se procurer plusieurs articles d'un catalogue de l'entreprise émettant les timbres. Elle réunit les femmes de son entourage pour l'aider à coller ces timbres dans des livrets conçues pour les colliger. Pensant partager son bonheur et un de ses rêves réalisé, Germaine verra que la jalousie et l'envie aussi se sont jointes à la fête.

## Fiche technique
Source : IMDb et Films du Québec
- Titre original : Nos belles-sœurs
- Titre de travail : Les Belles sœurs
- Réalisation : René Richard Cyr
- Scénario : René Richard Cyr d'après l'œuvre Les Belles-sœurs de Michel Tremblay
- Musique : Daniel Bélanger
- Chorégraphie : Alexandre Leblanc et Katerine Leblanc
- Direction artistique : Jules Ricard
- Costumes : Francesca Chamberland
- Photographie : Yves Bélanger
- Son : Martin Desmarais, Marie-Claude Gagné, Luc Boudrias, François Arbour
- Montage : Arthur Tarnowski
- Production : Denise Robert
- Société de production : Cinémaginaire
- Société de distribution : TVA Films
- Pays de production :  Canada
- Tournage : durant 35 jours du 11 septembre au 25 octobre 2023 à Montréal
- Langue originale : français
- Format : couleur
- Genre : comédie musical
- Durée : 102 minutes
- Dates de sortie :
  - Canada : 8 juillet 2024 (première au Théâtre Maisonneuve de la Place des Arts de Montréal)[3]
  - Canada : 11 juillet 2024 (sortie en salle au Québec)
  - France : 30 août 2024 (première internationale au Festival du film francophone d'Angoulême)[4]
- Classification :
  - Québec : Visa général[5]

## Distribution
- Geneviève Schmidt : Germaine Lauzon
- Guylaine Tremblay : Thérèse Dubuc
- Anne-Élisabeth Bossé : Rose Ouimet
- Ariane Moffatt : Yvette Longpré
- Debbie Lynch-White : Des-Neiges Verrette
- Véronic DiCaire : Pierrette Guérin
- Valérie Blais : Lisette de Courval
- Pierrette Robitaille : Rhéauna Bibeau
- Diane Lavallée : Angéline Sauvé
- Véronique Le Flaguais : Olivine Bolduc
- Jeanne Bellefeuille : Linda Lauzon
- Benoit Brière : animateur de bingo
- Maxime Le Flaguais : Johnny
- Yves Jacques : animateur de radio
- Guillaume Cyr : Roland, conjoint de Rose
- Steve Laplante : mari de Germaine
- René Richard Cyr : voyageur de commerce
- Isabelle Blais : serveuse amie de Pierrette
- Charles-Aubey Houde
- Mégane Proulx : Carmen